# Datowanie lingwistyczne
Datowanie lingwistyczne – metoda datowania względnego, opiera się na studiach porównawczych języków pokrewnych. Wyróżnia się:
- leksykostatystykę – metoda ta polega na wybraniu około 100 lub 200 pospolitych wyrazów i sprawdzeniu, które mają ten sam źródłosłów.
- glottochronologia – za twórcę tej metody uważa się Morrisa Swadesha. Wprowadził on wzór, który mówił, iż dwa spokrewnione języki zachowują 85–86% wspólnego początkowego słownictwa po okresie rozdzielenia 1000 lat.

Metodą tą można datować wędrówki ludów, należy jednak pamiętać o zapożyczeniach słownych.